# The Crookes
The Crookes waren eine britische Indie-Pop-Band.

## Geschichte
Die Band wurde 2008 in Sheffield vom Gitarristen Daniel Hopewell, vom Gitarristen Alex Saunders, vom Sänger und Bassisten George Waite und vom Schlagzeuger Russell Bates gegründet. Die Band ist nach dem Sheffielder Stadtteil Crookes benannt. Im Jahr 2011 verließ Alex Saunders die Band und wurde durch den Gitarristen Tom Dakin ersetzt.
Der Radio-DJ Steve Lamacq ermöglichte im Jahr 2009 The Crookes ein Radiokonzert auf BBC Radio 1 und trug so zu ihrem Bekanntwerden bei. Im gleichen Jahr nominierte die britische Tageszeitung The Guardian The Crookes zur new band of the day und verortete sie im musikalischen Einflussfeld von The Smiths, The Housemartins, Belle and Sebastian sowie den C86-Bands und den Musikern auf dem schottischen Postcard-Label.
Nach der EP Dreams of Another Day im Jahr 2010 veröffentlichten The Crookes 2011 ihr Debüt-Album Chasing After Ghosts, ein Jahr später folgte das Album Hold Fast. Im Jahr 2014 folgte das Album Soapbox. Ihr letztes Album Lucky Ones wurde im Jahr 2016 veröffentlicht.
Am 12. Juli 2017 gaben The Crookes auf Facebook ihre Trennung bekannt. Im Anschluss an die Bekanntgabe gaben sie Abschlusskonzerte in Amsterdam, Berlin und Sheffield.

## Diskografie

### Alben
- 2011: Chasing After Ghosts
- 2012: Hold Fast
- 2014: Soapbox
- 2016: Lucky Ones

### EPs
- 2010: Dreams of Another Day

### Singles
- 2009: A Collier's Wife
- 2009: It's Just Not Christmas Without You
- 2010: Bloodshot Days
- 2011: Godless Girl
- 2011: Chorus of Fools
- 2011: I Remember Moonlight
- 2012: Afterglow
- 2012: Maybe in the Dark
- 2012: American Girls
- 2013: Bear's Blood / Dance in Colour
- 2014: Play Dumb